# Jeremy Pope
Jeremy Pope (Orlando, 9 de julio de 1992) es un actor y cantante estadounidense. Se convirtió en el sexto actor en la historia del Premio Tony en obtener nominaciones en dos categorías por obras diferentes el mismo año, al ser nominado por su participación en Choir Boy y Ain't Too Proud en 2019.

## Filmografía

### Cine
| Año  | Título            | Papel                | Ref. |
| ---- | ----------------- | -------------------- | ---- |
| 2018 | The Ranger        | Jerk                 |      |
| 2022 | The Inspection    | Ellis French         |      |
| TBA  | The Collaboration | Jean-Michel Basquiat |      |

### Televisión
| Año  | Título    | Papel          | Notas           |
| ---- | --------- | -------------- | --------------- |
| 2020 | Hollywood | Archie Coleman | Papel principal |
| 2021 | Pose      | Christopher    | Papel principal |

## Teatro
| Año       | Título            | Papel           | Sitio                                          | Notas        |
| --------- | ----------------- | --------------- | ---------------------------------------------- | ------------ |
| 2013      | Choir Boy         | Pharus Jonathan | New York City Center                           | Off-Broadway |
| 2014      | Choir Boy         | Pharus Jonathan | Alliance Theatre                               | Regional     |
| 2014      | Choir Boy         | Pharus Jonathan | Geffen Playhouse                               | Regional     |
| 2015      | Invisible Thread  | Griffin         | Second Stage Theater                           | Off-Broadway |
| 2017      | The View UpStairs | Wes             | Lynn Redgrave Theater                          | Off-Broadway |
| 2017      | Ain't Too Proud   | Eddie Kendricks | Berkeley Repertory Theatre                     | Regional     |
| 2018      | Ain't Too Proud   | Eddie Kendricks | John F. Kennedy Center for the Performing Arts | Regional     |
| 2018      | Ain't Too Proud   | Eddie Kendricks | Ahmanson Theatre                               | Regional     |
| 2018      | Ain't Too Proud   | Eddie Kendricks | Princess of Wales Theatre                      | Toronto      |
| 2018–2019 | Choir Boy         | Pharus Jonathan | Samuel J. Friedman Theatre                     | Broadway     |
| 2019      | Ain't Too Proud   | Eddie Kendricks | Imperial Theatre                               | Broadway     |